# Un Certain Regard
Un Certain Regard (pron. AFI: [œ̃ sɛʁtɛ̃ ʁəɡaʁ]; lett. "Un certo sguardo") è una sezione della sélection officielle del Festival di Cannes dedicata a film giudicati rappresentativi di nuove tendenze del cinema mondiale, specialmente diretti da registi giovani, provenienti da cinematografie meno note o di forme e contenuti particolarmente impegnativi od originali. È seconda per importanza dietro al Concorso principale. Essendo curate dagli stessi selezionatori, la differenza di programmazione tra le due spesso si riduce, secondo Thierry Frémaux, delegato generale del Festival di Cannes dal 2007, a criteri legati alle specifiche esigenze di distribuzione del singolo film o del regista. Finalità e caratteristiche la rendono inoltre un concorrente "interno" di un'altra sezione simile del Festival, la Quinzaine des Réalisateurs, che però opera in maniera indipendente al di fuori della sélection officielle.
È stata creata nel 1978 dal delegato generale Gilles Jacob per riunire in un'unica sezione tutte le sezioni fuori concorso introdotte dai suoi predecessori, Robert Favre Le Bret e Maurice Bessy: Les Yeux fertiles (cinema sperimentale), L'Air du temps (temi d'attualità) e Passé composé (film di montaggio). Dal 1998 è competitiva, assegnando tramite il verdetto di una giuria internazionale il Premio Un Certain Regard al miglior film della sezione e altri riconoscimenti variabili.
Nel corso della propria storia, ha spesso funzionato da vivaio del Festival, fornendo una prima partecipazione a Cannes a registi che avrebbero poi concorso per, e vinto, la Palma d'oro in edizioni successive, come Bille August, Bong Joon-ho, Jane Campion, Abbas Kiarostami, Ken Loach, Michael Moore, Ruben Östlund e Apichatpong Weerasethakul, ma anche scoprendo a livello mondiale esordienti come Xavier Dolan.

## PremioUn Certain Regard

### Anni 1990
- 1998: Il killer (Killer), regia di Därejan Ömırbaev ·   Kazakistan  Francia
- 1999: Beautiful People, regia di Jasmin Dizdar ·   Regno Unito

### Anni 2000
- 2000: Le cose che so di lei (Things You Can Tell Just by Looking at Her), regia di Rodrigo García ·   Stati Uniti
- 2001: Amour d'enfance, regia di Yves Caumon ·   Francia
- 2002: Sut saneha, regia di Apichatpong Weerasethakul ·   Thailandia
- 2003: La meglio gioventù, regia di Marco Tullio Giordana ·   Italia
- 2004: Moolaadé, regia di Ousmane Sembène ·   Senegal  Burkina Faso  Francia  Camerun  Marocco  Tunisia
- 2005: La morte del signor Lazarescu (Moartea domnului Lăzărescu), regia di Cristi Puiu ·   Romania
- 2006: Jiāng chéng xiàrì, regia di Wang Chao ·   Cina  Francia
- 2007: California Dreamin' (nesfârșit), regia di Cristian Nemescu ·   Romania
- 2008: Tulpan - La ragazza che non c'era (Tjul'pan), regia di Sergej Dvorcevoj ·   Kazakistan  Germania  Svizzera  Russia  Polonia
- 2009: Kynodontas, regia di Yorgos Lanthimos ·  Grecia

### Anni 2010
- 2010: Hahaha, regia di Hong Sang-soo ·   Corea del Sud
- 2011
  - Arirang, regia di Kim Ki-duk ·   Corea del Sud
  - Halt auf freier Strecke, regia di Andreas Dresen ·   Germania
- 2012: Después de Lucía, regia di Michel Franco ·   Messico  Francia
- 2013: L'immagine mancante (L'Image manquante), regia di Rithy Panh ·   Francia  Cambogia
- 2014: White God - Sinfonia per Hagen (Fehér isten), regia di Kornél Mundruczó ·   Ungheria  Germania  Svezia
- 2015: Rams - Storia di due fratelli e otto pecore (Hrútar), regia di Grímur Hákonarson ·   Islanda  Danimarca
- 2016: La vera storia di Olli Mäki (Hymyilevä mies), regia di Juho Kuosmanen ·   Finlandia  Germania  Svezia
- 2017: Lerd, regia di Mohammad Rasoulof ·   Iran
- 2018: Border - Creature di confine (Gräns), regia di Ali Abbasi ·   Svezia
- 2019: La vita invisibile di Eurídice Gusmão (A vida invisível), regia di Karim Aïnouz ·   Brasile  Germania

### Anni 2020
- 2020: il festival non ha avuto luogo a causa della pandemia di COVID-19
- 2021: Ada (Razžimaja kulaki), regia di Kira Kovalenko ·   Russia
- 2022: I peggiori di tutti (Les Pires), regia di Lise Akoka e Romane Guéret ·   Francia
- 2023: How to Have Sex, regia di Molly Manning Walker ·   Regno Unito
- 2024: Black Dog (Gǒu zhèn), regia di Guan Hu ·   Cina
- 2025: La misteriosa mirada del flamenco, regia di Diego Céspedes ·   Cile  Francia  Germania  Belgio

## Altri premi

### Anni 2000
- 2000
  - Menzione speciale: Eu tu eles, regia di Andrucha Waddington
- 2003
  - Premio della giuria: Oro rosso (Talā-ye sorkh), reagia di Jafar Panahi 
  - Prix Le Premier Regard: Mille mesi (Mille Mois), regia di Faouzi Bensaïdi
- 2004
  - Prix du regard: Whisky, regia di Juan Pablo Rebella e Pablo Stoll    
  - Prix du regard vers l'avenir: Khākistar o khāk, regia di Atiq Rahimi
- 2005
  - Prix de l'intimité: Le Filmeur, regia di Alain Cavalier 
  - Prix de l'espoir: Delwende, regia di S. Pierre Yameogo
- 2006
  - Premio della giuria: 10 canoe (Ten Canoes), regia di Rolf de Heer  
  - Miglior interpretazione femminile:  Dorotheea Petre per Cum mi-am petrecut sfârşitul lumii
  - Miglior interpretazione maschile:  Ángel Tavira  per El violín
  - Premio speciale della giuria: Meurtrières, regia di Patrick Grandperret
- 2007
  - Premio della giuria: Actrices, regia di Valeria Bruni-Tedeschi 
  - Prix Coup de cœur du jury: La banda (Biḳur ha-Tizmoret), regia di Eran Kolirin
- 2008
  - Premio della giuria: Tokyo Sonata, regia di Kiyoshi Kurosawa 
  - Prix Coup de cœur du jury: Settimo cielo (Wolke 9), regia di Andreas Dresen 
  - Le K.O. du certain regard: Tyson, regia di James Toback 
  - Prix de l'espoir: Johnny Mad Dog, regia di Jean-Stéphane Sauvaire
- 2009
  - Premio della giuria: Polițist, Adjectiv, regia di Corneliu Porumboiu 
  - Premio speciale della giuria:
    - I gatti persiani (Kasi az gorbehā-ye irāni khabar nadāre), regia di Bahman Ghobadi 
    - Il padre dei miei figli (Le Père de mes enfants), regia di Mia Hansen-Løve

### Anni 2010
- 2010
  - Premio della giuria: Octubre, regia di Daniel e Diego Vega 
  - Miglior interpretazione:  Adela Sánchez, Eva Bianco e Victoria Raposo per Los labios
- 2011
  - Premio della giuria: Elena, regia di Andrej Zvjagincev 
  - Miglior regia:  Mohammad Rasoulof per Be omid-e didār
- 2012
  - Premio della giuria: Le Grand Soir, regia di Gustave Kervern e Benoît Delépine 
  - Miglior interpretazione:
    -  Suzanne Clément per Laurence Anyways e il desiderio di una donna... (Laurence Anyways)
    -  Émilie Dequenne per À perdre la raison

  - Menzione speciale: Buon anno Sarajevo (Djeca), regia di Aida Begić
- 2013
  - Premio della giuria: Omar, regia di Hany Abu-Assad 
  - Miglior regia:  Alain Guiraudie per Lo sconosciuto del lago (L'Inconnu du lac)
  - Miglior interpretazione:  tutto il cast de La gabbia dorata (La jaula de oro)
  - Prix de l'avenir: Prossima fermata Fruitvale Station (Fruitvale Station), regia di Ryan Coogler
- 2014
  - Premio della giuria: Forza maggiore (Turist), regia di Ruben Östlund    
  - Miglior interpretazione:  David Gulpilil per Charlie's Country
  - Premio speciale della giuria: Il sale della terra (The Salt of the Earth), regia di Wim Wenders e Juliano Ribeiro Salgado   
  - Prix d'ensemble: Party Girl, regia di Marie Amachoukeli, Claire Burger e Samuel Theis
- 2015
  - Premio della giuria: Sole alto (Zvizdan), regia di Dalibor Matanić   
  - Miglior regia:  Kiyoshi Kurosawa per Kishibe no tabi
  - Prix avenir prometteur
    - Nahid, regia di Ida Panahandeh 
    - Tra la terra e il cielo (Masān), regia di Neeraj Ghaywan 

  - Prix Un Certain Talent: Il tesoro  (Comoara), regia di Corneliu Porumboiu
- 2016
  - Premio della giuria: Fuchi ni tatsu, regia di Kōji Fukada 
  - Miglior regia:  Matt Ross per Captain Fantastic
  - Miglior sceneggiatura:  Delphine e Muriel Coulin per Voir du pays
  - Premio speciale della giuria: La tartaruga rossa (La Tortue rouge), regia di Michaël Dudok de Wit
- 2017
  - Premio della giuria: Las hijas de Abril, regia di Michel Franco 
  - Miglior regia:  Taylor Sheridan per  I segreti di Wind River (Wind River)
  - Miglior interpretazione:  Jasmine Trinca per Fortunata
  - Prix de la poésie du cinéma: Barbara, regia di Mathieu Amalric
- 2018
  - Premio della giuria: Chuva é cantoria na aldeia dos mortos, regia di João Salaviza e Renée Nader Messora  
  - Miglior regia:  Serhij Loznycja per  Donbass
  - Miglior interpretazione:  Victor Polster per Girl
  - Miglior sceneggiatura:  Meryem Benm'Barek-Aloïsi per Sofia
- 2019
  - Premio della giuria: O que arde, regia di Oliver Laxe   
  - Miglior regia:  Kantemir Balagov per  La ragazza d'autunno (Dylda)
  - Miglior interpretazione:  Chiara Mastroianni per L'hotel degli amori smarriti (Chambre 212)
  - Prix Coup de cœur du jury: The Climb, regia di Michal Angelo Covino 
  - Premio speciale della giuria: Liberté, regia di Albert Serra

### Anni 2020
- 2021
  - Premio della giuria: Große Freiheit, regia di Sebastian Meise  
  - Prix d'ensemble: Bonne Mère, regia di Hafsia Herzi 
  - Prix de l'originalité: Lamb (Dýrið), regia di Valdimar Jóhannsson   
  - Prix du courage: La civil, regia di Teodora Mihai   
  - Menzione speciale: Noche de fuego, regia di Tatiana Huezo Sánchez
- 2022
  - Premio della giuria: Joyland, regia di Saim Sadiq 
  - Miglior regia:  Alexandru Belc per  Metronom
  - Miglior interpretazione:
    -  Adam Bessa per Ḥarqa
    -  Vicky Krieps per Il corsetto dell'imperatrice (Corsage)

  - Miglior sceneggiatura:  Maha Haj per Mediterranean Fever (Ḥummā al-Baḥr al-Mutawassiṭ)
  - Prix Coup de cœur du jury: Rodeo, regia di Lola Quivoron
- 2023
  - Premio della giuria: Noir Casablanca (Les Meutes), regia di Kamal Lazraq   
  - Miglior regia:  Asmae El Moudir per  Kadhib ʾabyaḍ
  - Prix d'ensemble: Crowrã, regia di João Salaviza e Renée Nader Messora  
  - Premio per la libertà d'espressione: Wadāʿan Jūlyā, regia di Mohamed Kordofani      
  - Prix de la nouvelle voix: Augure - Ritorno alle origini (Augure), regia di Baloji
- 2024
  - Premio della giuria: La storia di Souleymane (L'Histoire de Souleymane), regia di Boris Lojkine 
  - Miglior regia:
    -  Roberto Minervini per  I dannati (The Damned)
    -  Rungano Nyoni per  On Becoming a Guinea Fowl

  - Miglior interpretazione maschile:  Abou Sangare per La storia di Souleymane (L'Histoire de Souleymane)
  - Miglior interpretazione femminile:  Onasuya Sengupto per The Shameless
  - Prix de la jeunesse: Vingt Dieux, regia di Louise Courvoisier 
  - Menzione speciale: Nūra, regia di Tawfiq al-Zayidi
- 2025
  - Premio della giuria: Un poeta, regia di Simón Mesa Soto   
  - Miglior regia:  Arab e Tarzan Nasser per  Kāna yāmā kān fī Ghazza
  - Miglior interpretazione maschile:  Frank Dillane per Pillion
  - Miglior interpretazione femminile:  Cleo Diára per O riso e a faca
  - Miglior sceneggiatura:  Harry Lighton per Pillion